# جزیره اوون (استرالیای جنوبی)
جزیره اوون (به انگلیسی: Owen Island) یک منطقهٔ مسکونی در استرالیا است که در Spencer Gulf واقع شده‌است.